# Petrušiv
Petrušiv, ukrajinsky Петрушів, maďarsky Petrusó, je část obce Ternovo v neresnyckém územním společenství (hromadě), v okrese Ťačiv, v Zakarpatské oblasti Ukrajiny. Místní částí je Sokolivka (ukrajinsky Соколівка). V roce 2025 zde žilo 2687 obyvatel.